# 阿道夫·欣佩尔斯基
阿道夫·欣佩尔斯基（捷克語：Adolf Šimperský，1909年8月5日—1964年2月15日），捷克男子足球运动员，司职中场。他曾代表捷克斯洛伐克国家队参加1934年国际足联世界杯，结果队伍获得亚军。